# Người thí nghiệm

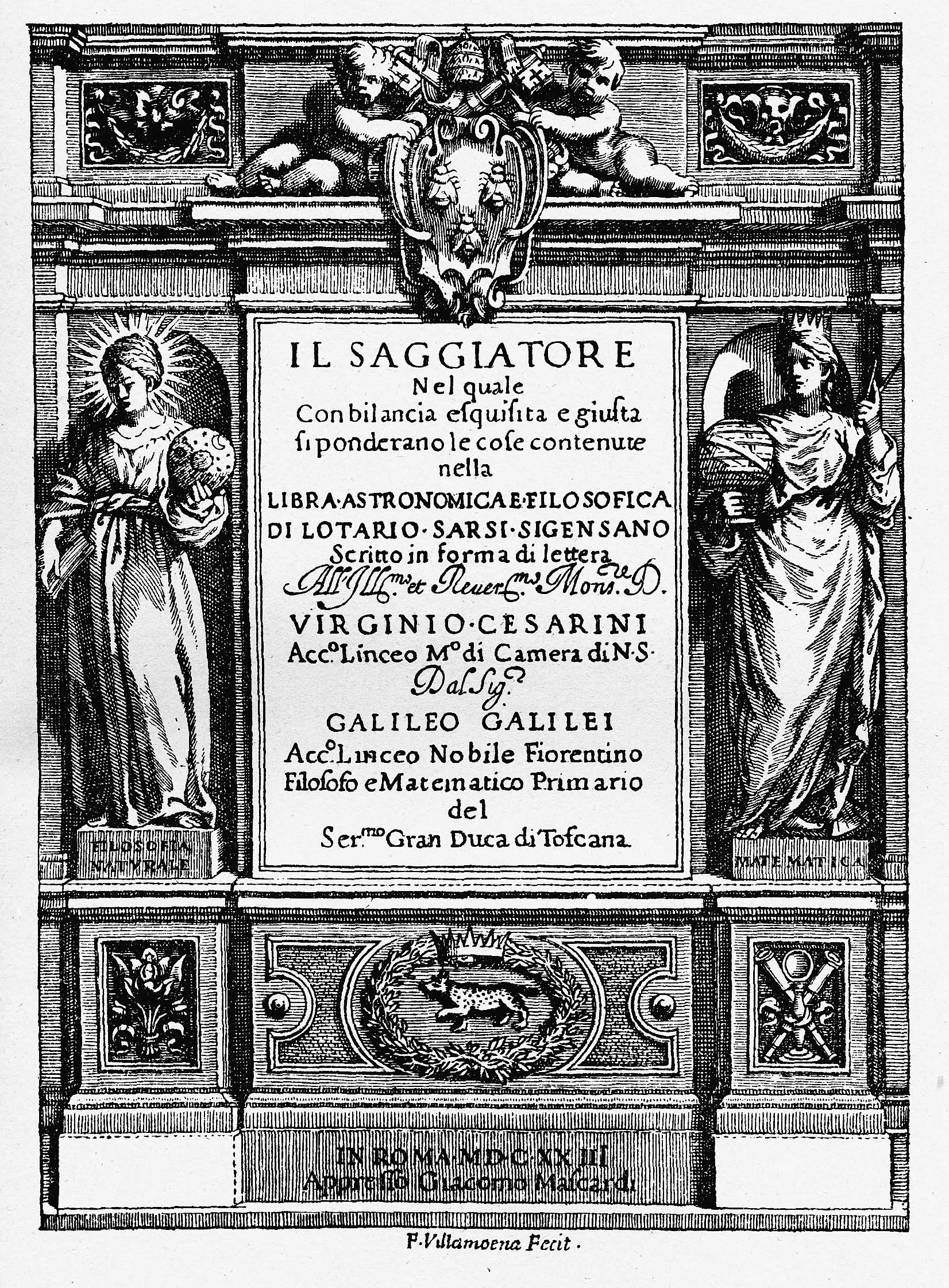
Bìa cho tác phẩm Người thí nghiệm của Franceso Villamena

Người thí nghiệm (tiếng Ý: Il Saggiatore) là một tác phẩm khoa học của nhà khoa học người Ý Galileo Galilei. Cuốn sách được xuất bản tại Roma vào tháng 10 năm 1623 và được xem xét một cách tổng quát như là một trong những tác phẩm tiên phong của phương pháp khoa học. Lúc đầu có ý tưởng rằng tác phẩm về tự nhiên này được đọc với các công cụ toán học hơn là các công cụ của triết học kinh viện như hầu hết các tác phẩm đương thời.

## Grassi bàn về các sao chổi
Tác phẩm Người thí nghiệm của Galilei là câu trả lời của ông dành cho một tác phẩm của một người Ý khác: Libra astronomica ac philosophica của Orazio Grassi. Tác phẩm của Grassi, một nhà toán học dòng Tên, làm việc tại Collegio Romano, được xuất bản vào năm 1619. Tác phẩm này sử dụng bút danh Lotario Sarsi Sigensano. Cuộc tranh luận giữa Galilei và Grassi bắt đầu vào năm 1618 khi tác phẩm Disputatio astronomica de tribus cometis anni MDCXVIII được xuất bản. Trong tác phẩm này, Grassi khẳng định sao chổi là vật thể vũ trụ. Grassi chấp nhận hệ thống Tycho của Tycho Brahe, thứ cho rằng những hành tinh khác nhau của hệ Mặt Trời quay quanh Mặt Trời và chính Mặt Trời lại quay quanh Trái Đất. Trong tác phẩm Disputatio, Grassi đã đối chiếu nhiều quan sát của Galilei như là quan sát bề mặt của Mặt Trăng hay các tuần của Sao Kim mà không hề nhắc đến Galilei. Grassi đã tranh luận từ sự thiếu vắng rõ ràng của các thị sai có thể quan sát rằng các sao chổi di chuyển bên trên Mặt Trăng. Galilei đã tin tưởng một cách sai lầm rằng các sao chổi là ảo ảnh quang học. 

## Toán học và triết học trongNgười thí nghiệm
Trong năm 1616, Galilei có thể đã im lặng về học thuyết Copernicus. Trong năm 1623, người ủng hộ ông và cũng là người bạn của ông, Đức hồng y Maffeo Barberini, một người đỡ đầu cũ của Accademia dei Lincei và là người chú bác của Đức hồng y tương lai Francesco Barberini, trở thành Giáo hoàng Urban VIII. Cuộc bầu cử cho Barberini có vẻ như là một sự cam đoan cho Galilei trong việc ủng hộ ông ấy vào vị trí cao nhất trong nhà thờ. Một cuộc đến thăm Roma đã xác định điều đó. Người thí nghiệm là một cột mốc trong lịch sử khoa học: Galilei đã mô tả phương pháp khoa học, điều trở thành một cuộc cách mạng vào thời điểm đó khi còn thịnh hành triết học kinh viện. Tác phẩm được viết dựa trên những quan sát của nhà khoa học người Ý để tạo ra các giả định, những thứ dựa rất nhiều vào Ipse dixit.
Trang tiêu đề của Người thí nghiệm nhắc đến sự vinh danh dành cho gia đình Barberini, nhắc đến ba con ong bận rộn của gia đình đó. Trong tác phẩm này, Galilei đánh giá cao những cái nhìn thiên văn của Grassi và tìm được điều mà họ mong muốn. Tác phẩm đề tặng cho vị giáo hoàng. Trang tiêu đề cũng đê cập rằng Urban VIII đã sử dụng một thành viên của Lynx tên là Cesarini ở vị trí cao trong dịch vụ của giáo hoàng. Cuốn sách đã được chỉnh sửa và xuất bản bởi các thành viên của Lynx.
Trong tác phẩm Người thí nghiệm, Galilei chủ yếu chỉ trích phương pháp của Grassi về điều tra, cho rằng cách làm đó mang tính thiên hướng nặng về niềm tin tôn giáo của Grassi và dựa trên ipse dixit hơn là lý thuyết của ông về sao chổi. Đi xa hơn, Galilei đã nhấn mạnh rằng triết học tự nhiên (như là vật lý chẳng hạn) nên mang tính chất toán học. Theo như trang tiêu đề, ông là một nhà triết học (ở đây phải hiểu là một nhà vật lý) của Đại công quốc Toscana chứ không đơn thuần là một nhà toán học. Triết học tự nhiên (vật lý) mở rộng lĩnh vực từ các quá trình của các thế hệ và phát triển (đại diện bởi một cái cây) đến cấu trúc vật lý của vũ trụ (đại diện bởi sự giao thoa trong vũ trụ). Mặt khác, toán học được ký hiệu hóa bởi các kính thiên văn và một thước trắc tinh. Người thí nghiệm là tác phẩm bao gồm câu nói nổi tiếng của Galilei rằng toán học là ngôn ngữ của khoa học. Chỉ có thông qua toán học mới đạt được sự thật cuối cùng trong vật lý. Những ai bỏ mặc toán học sẽ đi lang thang bất tận trong bóng tối. Trích từ tác phẩm:
| “ | Triết học (ví dụ như vật lý) được viết trong cuốn sách này - ý tôi là vũ trụ - sẽ mở rộng liên tục trước ánh mắt của chúng ta, nhưng không thể nào hiểu trừ khi chúng ta học trước tiên cách hiểu ngôn ngữ và biểu diễn các yếu tố mà chúng ta đề cập tới. Nó được viết trong ngôn ngữ của toán học và các đặc tính của nó là tam giác, đường tròn và các yếu tố hình học khác mà không có sự bất khả thi về mặt con người để hiểu một từ đơn lẻ của nó; không có những thứ đó, chúng ta đi lang thang trong bóng tối | ” |

Galilei đã sử dụng cách viết mỉa mai và dí dỏm trong Người thí nghiệm. Tác phẩm được đọc với niềm hân hoan trong bữa tối của Urban VIII. Vào năm 1620, Giáo hoàng đã viết một bài thơ với tiêu đề Adulatio Perniciosa để vinh danh Galilei. Một giới chức trong nhà thờ, Giovanni di Guevara, đã nói rằng Người thí nghiệm tự do từ sự không chính thống.